# Ščir
Ščir ali amarant (znanstveno ime Amaranthus) je svetovno razširjen rod enoletnic in nekajletnih trajnic, zelo sorodnih rodu Celosia (znana vrsta petelinov greben). Znanih je okoli 60 vrst. Cvetijo poleti in jeseni. Bogata podolgovata grozdasta socvetja so običajno škrlatnordeče barve, lahko tudi zelena ali rumena. Divje vrste so pleveli, gojene pa se uporabljajo za žito, zelenjavo, krmo ali kot okrasne rastline. Ločimo listnati ščir (zelenjadnica) in zrnati ščir (nepravo žito).

## Opis
Zrnati ščir je pokončna, do 2,5 m visoka in močno razvejena rastlina. Listi so enostavni, nedeljeni, z dolgim pecljem in na spodnji strani lista močno izstopajočim žiljem. Moška in ženska socvetja rastejo iz zalistij v dolgih grozdih, katerih oblika je odvisna od vrste. Plod je bočno sploščen in poln drobnih leči podobnih semen bele, kremne, rjave, rdeče ali črne barve. Je ugodne prehranske sestave, saj vsebuje do 65 % škroba, 13–18 % beljakovin in do 7 % maščob.

## Zgodovina
Zrnati ščir izvira iz Mehike in Južne Amerike, kjer naj bi bil udomačen že 4000 let pr. n. št. Za Azteke je bil ščir ob koruzi poglavitna hrana.

## Pomen
Zrnati ščir zaradi ugodne sestave z visokim deležem beljakovin, med njimi zlasti lizina, postaja vse bolj priljubljen v zahodnjaški prehrani. Zmleta ali naparjena semena so pogosta v sladkih prigrizkih, otroški hrani ali kosmičih za zajtrk. V Mehiki iz zmletih in popraženih semen pripravljajo pijačo atole. Sorodne vrste v tropih, predvsem listnati ščiri, so v Afriki pomembna zelenjadnica. Nekatere vrste gojijo kot krmne rastline. Največje pridelovalke ščira so Mehika, andske države, Indija, Nepal, Kitajska, ZDA in Argentina, več držav pa izvaja poljske poskuse, tako da je pričakovati, da se bo delež polj s ščirom kmalu povečal na Kitajskem in v ZDA, pa tudi v Venezueli, Kanadi in Nigeriji.
| Ščir, surov Hranilna vrednost na 100 g | Ščir, surov Hranilna vrednost na 100 g |
| --- | -------------------------------------- |
| Energija: 370 kcal 1550 kJ |                                        |
| \| Ogljikovi hidrati: \| 65,25 g \| \| - škrob: 57,27 g \| \| \| - sladkorji: 1,69 g \| \| \| - vlaknine: 6,7 g \| \| \| Maščobe: \| 7,02 g \| \| - nasičene: 1,459 g \| \| \| - mononenasičene: 1,685 g \| \| \| - polinenasičene: 2,778 g \| \| \| Beljakovine: \| 13,56 g \| \| Tiamin (vit. B1): 0.116 mg \| 9% \| \| Riboflavin (vit. B2) 0.2 mg \| 13% \| \| Niacin (vit. B3): 0.923 mg \| 6% \| \| Pantotenska kislina (vit. B5): 1.457 mg \| 29% \| \| Vitamin B6 0.591 mg \| 45% \| \| Folati (vit. B9): 82 μg \| 21% \| \| Vitamin C: 4.2 mg \| 7% \| \| Vitamin E: 1.19 mg \| 8% \| \| Kalcij: 159 mg \| 16% \| \| Železo: 7.61 mg \| 61% \| \| Magnezij: 248 mg \| 67% \| \| Fosfor: 557 mg \| 80% \| \| Kalij: 508 mg \| 11% \| \| Natrij: 4 mg \| 0% \| \| Cink: 2.87 mg \| 29% \| |                                        |
| Link to USDA Database entry Odstotki so podani glede na ameriška priporočila za odrasle. Vir: USDA Nutrient database |                                        |
| Ogljikovi hidrati: | 65,25 g                                |
| - škrob: 57,27 g |                                        |
| - sladkorji: 1,69 g |                                        |
| - vlaknine: 6,7 g |                                        |
| Maščobe: | 7,02 g                                 |
| - nasičene: 1,459 g |                                        |
| - mononenasičene: 1,685 g |                                        |
| - polinenasičene: 2,778 g |                                        |
| Beljakovine: | 13,56 g                                |
| Tiamin (vit. B1): 0.116 mg | 9%                                     |
| Riboflavin (vit. B2) 0.2 mg | 13%                                    |
| Niacin (vit. B3): 0.923 mg | 6%                                     |
| Pantotenska kislina (vit. B5): 1.457 mg | 29%                                    |
| Vitamin B6 0.591 mg | 45%                                    |
| Folati (vit. B9): 82 μg | 21%                                    |
| Vitamin C: 4.2 mg | 7%                                     |
| Vitamin E: 1.19 mg | 8%                                     |
| Kalcij: 159 mg | 16%                                    |
| Železo: 7.61 mg | 61%                                    |
| Magnezij: 248 mg | 67%                                    |
| Fosfor: 557 mg | 80%                                    |
| Kalij: 508 mg | 11%                                    |
| Natrij: 4 mg | 0%                                     |
| Cink: 2.87 mg | 29%                                    |

## Etimologija
Latinsko ime »Amaranthus« in iz njega izpeljani izrazi v sodobnih indoevropskih jezikih izhajajo iz grškega ἀμάραντος (amarantos) 'neveneč', kar je bilo šele kasneje ljudskoetimološko naslonjeno na sicer v botaničnem imenoslovju pogosto grško besedo za 'rožo oz. cvet' ἄνθος (anthos). Čeprav v Sloveniji uspevajo divje vrste ščira (srhkodlakavi ščir je njivski plevel) in je bil znan tudi kot okrasna rastlina, se je vedenje o možnosti gojenja za prehrano v javnosti razširilo po letu 2000. Žito se prodaja skoraj izključno pod imenom amarant.